# Wriothesley Russell (2e duc de Bedford)
Pour les articles homonymes, voir Wriothesley Russell.
Wriothesley Russell (1er novembre 1680 – 26 mai 1711) est un aristocrate anglais et un homme politique. Il est le fils de William Russell, et son épouse Rachel Wriothesley. De 1683 jusqu'en 1694, il est titré Lord Russell, et de 1695 jusqu'à son accession au duché en 1700, marquis de Tavistock.

## Biographie
Russell épouse la riche héritière Elisabeth Howland, fille de John Howland de Streatham, le 23 mai 1695. Peu de temps après (13 juin 1695), son grand-père, le duc de Bedford le créé baron Howland de Streatham pour commémorer le mariage. Le couple a six enfants :
- William Russell, marquis de Tavistock (13 août 1703 – décembre 1703) ;
- William Russell, marquis de Tavistock (1704 – c. mai 1707) ;
- Rachel Russell (c. 1707-1777), mariée à Scroop Egerton (1er duc de Bridgewater) ;
- Wriothesley Russell (1708-1732) ;
- John Russell (1710-1771) ;
- Elizabeth Russell (1704-1784), épouse de William Capell (3e comte d'Essex).

Le 13 mai 1696, Tavistock, comme il est alors appelé, est immatriculé au Magdalen College d’Oxford. Vers 1698, il commence la construction du Grand bassin à flot de Howland sur la Tamise, sur certains terres de sa femme reçues en dot à Rotherhithe.
Russell est Lord Lieutenant du Cambridgeshire, Lord Lieutenant du Bedfordshire et de Lord Lieutenant du Middlesex entre 1701 et 1711. Il est également Gentilhomme de la Chambre de Guillaume III de 1701 à 1702. Après la mort de Guillaume, il est investi en tant que Chevalier de la Jarretière le 14 mars 1702 et sert en tant que Lord-grand-connétable, pour le couronnement de la Reine Anne.
Russell est mort en 1711, âgé de 30 ans, de la variole, et est enterré le 30 mai 1711 à la chapelle Bedford de l'église Saint-Michel à Chenies, dans le Buckinghamshire.